# Mesterskabsserien 1929-30
Mesterskabsserien 1929-30 var den 17. sæson om Danmarksmesterskabet i fodbold for herrer organiseret af DBU. Turneringen blev for fjerde gang vundet af B 93. Det var den første sæson i dansk fodbold, hvor klubber fra hele landet mødtes i en alle mod alle turnering om DM-titlen.

## Resumé
B 93 førte fra start til slut og sikrede sig mesterskabet i niende og sidste spillerunde d. 29. maj 1930, da B 93 besejrede OB 4-1 i København. Korsør BK fra Sjælland rykkede ned og blev erstattet af AGF, der vandt Oprykningsserien.
Den bedste række var reduceret fra 25 til 10 hold og omdøbt til Mesterskabsserien. Det skete efter pres fra de københavnske klubber, som var utilfredse med det sportslige niveau, og at turneringen gav dem underskud.  Det var den første turnering om Danmarksmesterskabet, hvor holdene spillede alle mod alle. Dog spillede holdene ikke mod hinanden både ude og hjemme.
De ti deltagende klubber kvalificerede sig via lokalunionernes turneringer i sæsonen 1928-29 fordelt med de regionale mestre fra Sjællands Boldspil Union, Fyns Boldspil Union og Lolland-Falster Boldspil Union, samt de fem bedste hold fra Københavns Boldspil Union plus de to bedst placerede klubber fra det jyske mesterskab 1928-29 under Jydsk Boldspil Union. De fem københavnske klubber sluttede på de fem øverste pladser og tabte kun en enkelt af deres 25 kampe mod provinsholdene.

## Mesterskabsserien
| Pos | Hold       | K | V | U | T | M+ | M- | MR    | P  |            |
| --- | ---------- | - | - | - | - | -- | -- | ----- | -- | ---------- |
| 1   | B 93 (M)   | 9 | 8 | 1 | 0 | 37 | 8  | 4,625 | 17 | Vinder     |
| 2   | BK Frem    | 9 | 6 | 3 | 0 | 39 | 8  | 4,875 | 15 |            |
| 3   | B 1903     | 9 | 7 | 0 | 2 | 27 | 11 | 2,455 | 14 |            |
| 4   | KB         | 9 | 4 | 2 | 3 | 22 | 10 | 2,200 | 10 |            |
| 5   | AB         | 9 | 4 | 1 | 4 | 30 | 21 | 1,429 | 9  |            |
| 6   | Horsens fS | 9 | 3 | 1 | 5 | 19 | 23 | 0,826 | 7  |            |
| 7   | AaB        | 9 | 2 | 2 | 5 | 19 | 34 | 0,559 | 6  |            |
| 8   | B 1901     | 9 | 3 | 0 | 6 | 15 | 46 | 0,326 | 6  |            |
| 9   | OB         | 9 | 1 | 2 | 6 | 17 | 33 | 0,515 | 4  |            |
| 10  | Korsør BK  | 9 | 0 | 2 | 7 | 14 | 45 | 0,311 | 2  | Nedrykning |

Oprykker:  AGF